# Jakobíni

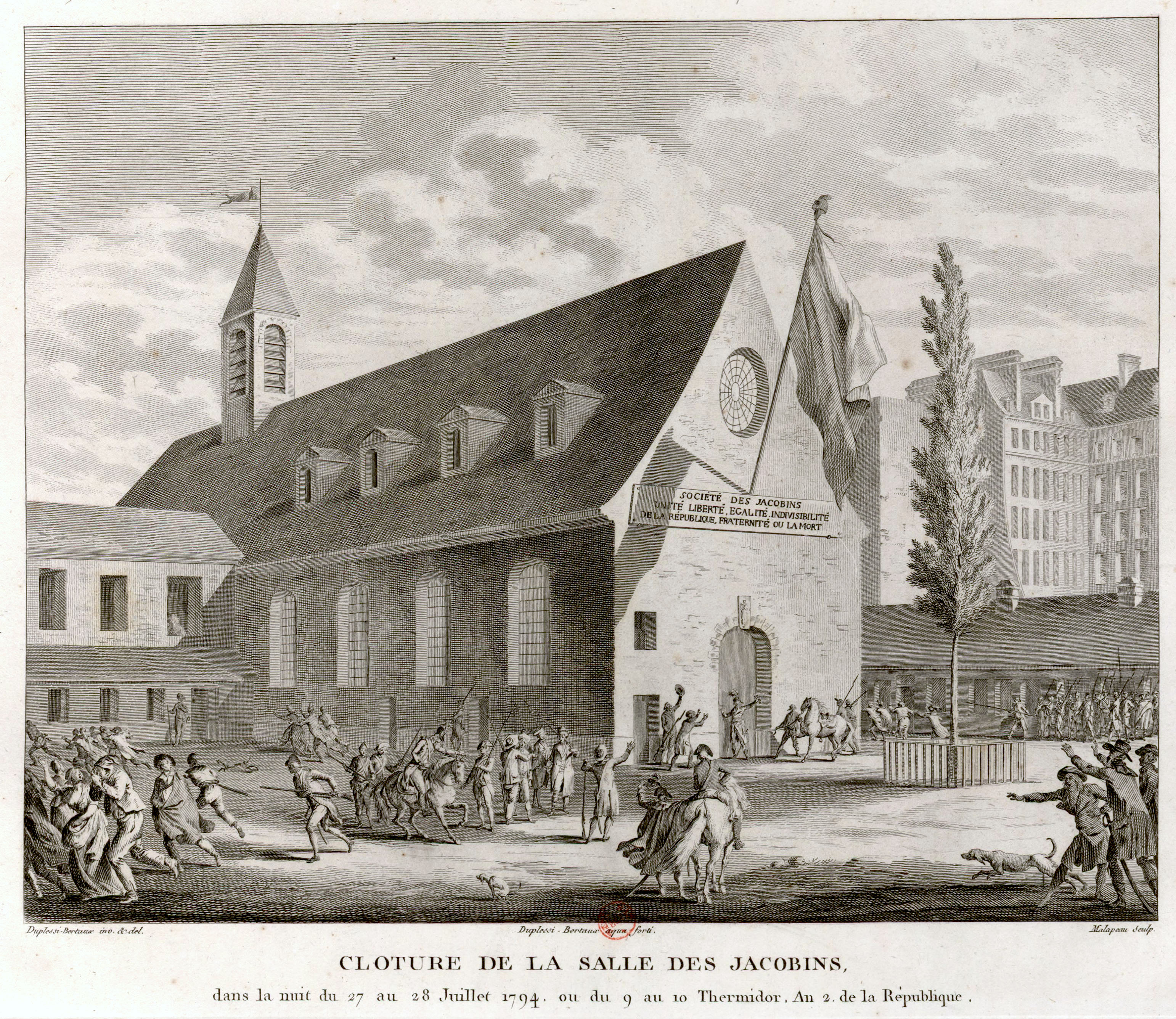
Mědiryt „Uzavření spolku Jakobínů v průběhu noci z 27. na 28. července 1794“

Jakobíni bylo původně označení členů nejvlivnějšího politického klubu, vzniklého v době Velké francouzské revoluce. Pojmenování jakobínský klub bylo odvozeno od dominikánského kláštera Saint-Jacques (sv. Jakub) v Paříži, kde se scházeli. Jeho skutečné jméno bylo Společnost přátel ústavy (Société des amis de la constitution).
Obecně se takto označují radikální republikáni z období Francouzské revoluce i po ní, tedy i ti, kteří nebyli členy tohoto klubu. 

## Klub jakobínů
Po svolání generálních stavů králem Ludvíkem XVI. dne 5. května 1789 vzniklo po celé Francii, především však v Paříži, takřka přes noc množství politických spolků. Když se 17. června vytvořilo Národní shromáždění a o tři dny později složilo přísahu, že se nerozejde, dokud se nepodaří sestavit ústavu, podněty pro její obsah přicházely z klubů politického založení s rozdílnými názory.
Předchůdcem jakobínského klubu byl Bretaňský klub, založený 30. dubna 1789. Ten ukončil svou aktivitu již v srpnu, jelikož se nepodařilo uskutečnit dohodu ohledně práva veta krále.  Z podnětu Sieyèse byl pak v prosinci 1789 klub obnoven Gourdanem pod jménem Společnost přátel ústavy. Místem pro jejich shromáždění se stal bývalý jakobínský klášter v Paříži. Klub měl poměrně vysoké členské příspěvky a zpočátku v něm převládali umírnění zastánci konstituční monarchie. Členem byl Mirabeau, La Fayette, Barnave, Filip Égalité, ale již také Robespierre.
V následujících měsících vzniklo po celé Francii množství jakobínských klubů, ve kterých později převládlo spíše radikální zaměření.
Po králově pokusu o útěk došlo v jakobínském klubu k rozkolu. Většina členů nesouhlasila s výzvou k účasti na demonstraci na Martově poli, která skončila masakrem, a hned následujícího dne, 18. července 1791, klub opustila. Založili nový klub a za své sídlo si zvolili bývalý klášter feuillantů, podle něhož byli pak nazýváni feuillanty. Zbývající menšina postupně proměnila diskusní klub v revoluční politický nástroj.
V letech 1791-1792 rozdělovaly parlament i klub jakobínů názory na válku. Zatímco Robespierre byl proti válce, Brissot se přidal ke skupině poslanců z Girondy, girondistům, kteří požadovali vypovězení války evropským mocnostem. Girondisté nakonec jakobínský klub opustili a zcela ho ovládl Robespierre. Na podzim roku 1792 se klub přejmenoval na Společnost přátel svobody a rovnosti (Société des amis de la liberté et de l’égalité ). 
Po vyhlášení republiky pokračovaly boje mezi jakobíny a girondisty v Konventu, kde si tzv. hora, k níž patřili i jakobíni, koncem roku 1792 vynutila proces s králem a jeho popravu. Hlavní představitelé girondy byli po lidovém povstání na přelomu května a června 1793 vyloučeni z Konventu i z klubu, kam začali docházet naopak jiní poslanci hory, např. Danton či Desmoulins. V jakobínském klubu se diskutovalo o zákonech a opatřeních, které byly pak předkládány Konventu. Řada členů jakobínského klubu se pak stala členy nově zřízených výborů a země pomalu směřovala k jakobínské diktatuře, teroru.
Mezi významné představitele klubu jakobínů v této době dále patřili např. Robespierrovi blízcí spolupracovníci Saint-Just a Couthon nebo pozdější thermidoriáni Billaud-Varenne, Collot d'Herbois či Fouché. Někteří politici byli i členy více klubů.

## Cíle a politika
Jakobíni byli lépe organizovaní než ostatní politické skupiny a provozovali také síť poboček v provinciích, takže mohli dobře ovlivňovat veřejné mínění - prostřednictvím letáků, novinových článků a chytlavých proslovů. Na stranu jakobínů se přidal především prostý lid, dělníci a maloměšťáci, nazývaní sansculoti. Zejména v jejich prospěch byla zaměřena jakobínská politika, jinak ovlivněná zejména myšlenkami Jeana Jacquese Rousseaua. V průběhu revoluce prodělali jakobíni svůj názorový vývoj, až později se stali republikány a začali se zajímat o sociální otázky (ještě v roce 1791 byl i Robespierre zastáncem konstituční monarchie). Jedním z jejich požadavků byl rozprodej majetku zabaveného církvi a emigrantům po malých parcelách. Jakobíni chtěli dovršení revoluce v zájmu lidu a sjednocenou, centralistickou Francii s pevnou vládou. Roku 1793 nechali jakobíni schválit ústavu, jež posílila přímou demokracii, která zahrnovala závazné plnění státního cíle („veřejného blaha“), a sociální práva (právo na práci a na vzdělání). Nevešla však v platnost, protože až do vítězství nad vnějšími i vnitřními nepřáteli musela pokračovat "revoluční vláda".

## Jakobínský teror
Pod vedením Maximiliena Robespierra zavedli jakobíni v průběhu roku 1793 vládu teroru (franc. La Terreur, hrůzovláda, v tomto případě s velkým počátečním písmenem jako název). Vyznačoval se hlavně masovými popravami politických protivníků a energickým a krvavým potlačováním kontrarevolučních hnutí v provinciích. Před revolučním tribunálem se ocitli postupně nejen girondisté, ale na jaře 1794 i řada poslanců hory. Zavedení řízeného hospodářství s maximálními cenami, k nimž později přibyly i maximální mzdy, hospodářskou situaci země nevyřešilo. Robespierrova diktatura ztratila postupně sympatie sansculotů i podporu v Konventu. Skončila thermidorským převratem  27. července 1794 a Robespierrovou popravou.
11. listopadu 1794 byl pařížský klub jakobínů uzavřen. I poté však stále muselo Direktorium počítat s jakobínskými vzpourami.

## Jakobinismus mimo Francii

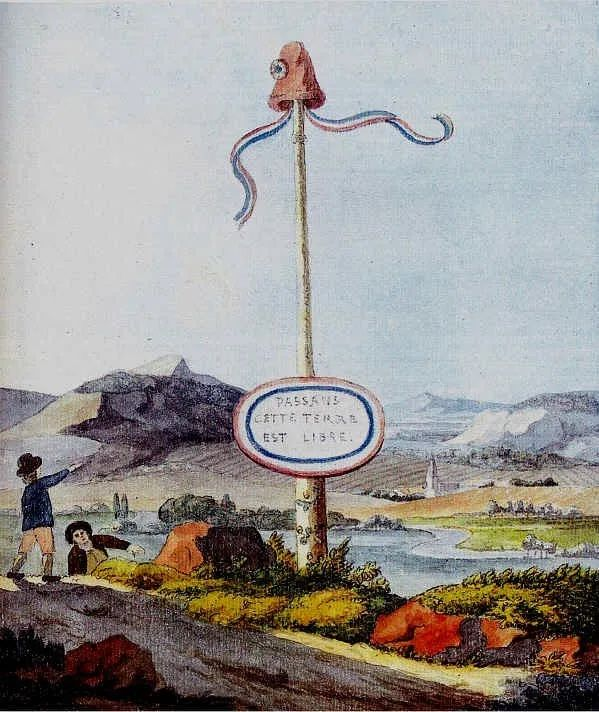
Strom svobody s Jakobínskou čapkou na hranici mezi lucemburským vévodstvím a francouzskou republikou s obcí Schengen na pozadí. Akvarel přes perokresbu a tužkokresbu od J .W. Goetha (1792). Nápis na tabulce říká: „Passans, cette terre est libre“ (Milí kolemjdoucí, tato země je svobodná)

Jakobíny se nazývali stoupenci francouzské revoluce, kteří se (i po popravě krále) hlásili k ideálům svobody, rovnosti a bratrství a usilovali o republikánské státní zřízení. (V porevoluční Francii toto označení bylo používáno spíš jako hanlivé.) V závěsu za francouzskou revolucí byly také zakládány jakobínské kluby v sousedních zemích, které se samy podílely na revolučních aktivitách nebo je iniciovaly – na příklad v událostech předcházejících italskému risorgimentu nebo při vzniku tzv. Mohučské republiky.
Ve Vídni v roce 1794 proběhl proces proti tzv. „Vídeňským jakobínům“. Mnoho stoupenců osvícenství z řad úřednictva a armády bylo v souvislosti s procesem uvězněno nebo popraveno. Hlava tehdy zavražděného republikánského důstojníka Franze Hebenstreita (1747–1795) je dnes vystavena ve vídeňském Muzeu kriminalistiky.